# Julia Rebecca Rogers
 Julia Rebecca Rogers  (* 24. Juli 1854 in Baltimore, Maryland; † 22. Dezember 1944) war eine US-amerikanische Suffragistin und Philanthropin. 

## Leben und Werk
Rogers wurde als Tochter des Stahlhändlers Evan Rogers geboren und wurde nach dem Tod ihrer Mutter von ihrer Tante erzogen. Als Autodidaktin sprach sie fließend Deutsch, Französisch und Italienisch. Von 1881 bis 1882 besuchte sie das Newnham College in Cambridge, England. Sie bestand die Aufnahmeprüfungen der Harvard University, durfte aber als Frau dort nicht studieren. In Maryland durften Frauen die meisten Universitäten nicht besuchen, darunter die Johns Hopkins University, das Loyola College of Maryland und die University of Maryland. In Baltimore war sie Teil einer Gruppe prominenter Frauen, die sich regelmäßig trafen, um über Literatur und Politik zu diskutieren. Zu dieser Gruppe gehörte Mary Garrett, Martha Carey Thomas, Mary Gwinn und Elizabeth King (Ellicott). Diese Frauen widmeten sich und ihr beträchtliches finanzielles Vermögen der Förderung der Frauenbildung. 1885 gründeten sie die Bryn Mawr School for Girls, die erste College-Vorbereitungsschule für Mädchen in Baltimore. Die fünf Frauen kontrollierten alle Angelegenheiten der neuen Schule und erstellten einen fortgeschrittenen akademischen Lehrplan, um Mädchen die Bildungschancen zu bieten, die ihnen zuvor verweigert wurden. Als die Johns Hopkins University 1892 Mittel für den Aufbau ihrer medizinischen Fakultät benötigte, sammelten sie Spenden und stellten ihr eigenes Geld zur Verfügung, damit die Schule eröffnet werden konnte. Der Frauenfonds wurde unter der Bedingung vergeben, dass Frauen zu den gleichen Bedingungen wie Männer an die medizinische Fakultät aufgenommen werden und dass das College eine Institution auf Graduiertenebene wäre. 1893 öffnete die Johns Hopkins Medical School als erste medizinische Schule des Landes, die koedukativ war und eine medizinische Ausbildung auf Hochschulniveau anbot.

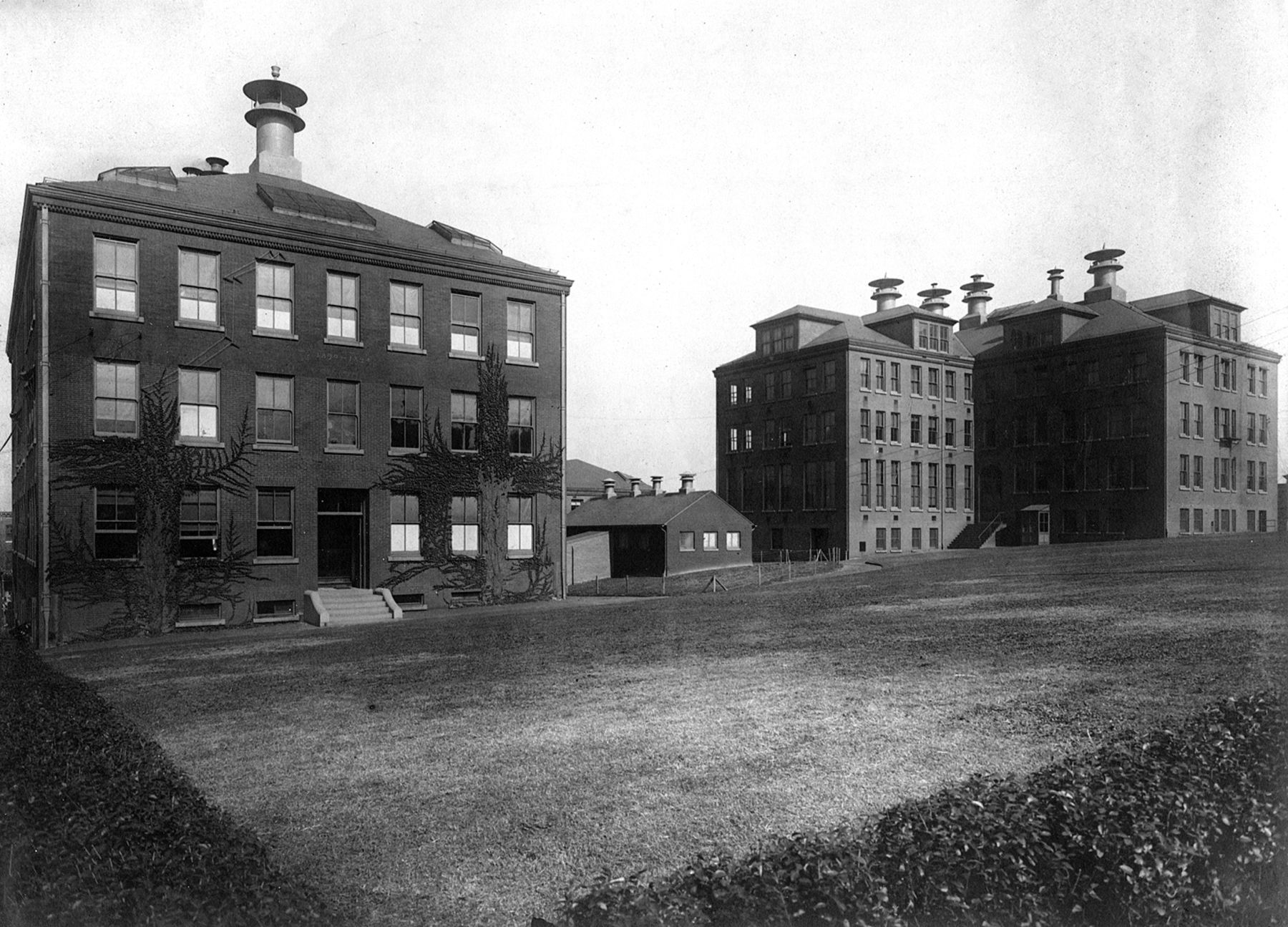
Johns Hopkins Medical School Women's Fund Memorial Building and Physiological, 1912

1891 half sie beim Aufbau der Abendabteilung für berufstätige Frauen und Mädchen, die medizinische Dienstleistungen für Frauen und Mädchen der Arbeiterklasse erbrachte. 1898 war sie an der Gründung der Baltimore Association for Promoting the University Education of Women beteiligt und setzte sich durch ihre Positionen im Exekutivkomitee des Arundel Clubs und im Vorstand der Civic League von Baltimore für die Sache des Frauenwahlrechts ein. Im Jahr 1914 war Rogers einer der Gründerinnen des Baltimore Museum of Art und war viele Jahre als Treuhänder tätig. Sie war auch Mitglied und Vizepräsidentin des Baltimore-Kapitels des Archäologischen Instituts. Rogers lernte das Goucher College, damals das Women's College in Baltimore, durch ihre Freundin Lilian Welsh kennen, die als eine Professorin für Physiologie und Hygiene am Goucher College lehrte. 1939 war sie zusammen mit der ehemaligen First Lady Lou Hoover ehrenamtliche Ko-Vorsitzende des Bürgerausschusses des Goucher College Building Fund. Aus Rogers Nachlass wurden insgesamt fast 950.000 US-Dollar an das Goucher College übergeben. 1952 wurde dort mit diesen Mitteln die Julia Rogers Library errichtet.